# Dircinha Batista
Dirce Grandino de Oliveira (sinh ngày 7 tháng 4 năm 1922 – mất ngày 18 tháng 6 năm 1999), hay còn được biết đến với nghệ danh là Dircinha Batista, là nữ diễn viên, ca sĩ người Brasil. Một số phim mà bà đã tham gia có thể kể đến như: Alô, Alô, Brasil (1935), Alô, Alô Carnaval (1936), Laranja da China (1940), Eu Quero É Movimento (1949), Entrei de Gaiato (1959).

## Sự nghiệp
Trong suốt sự nghiệp hơn 40 năm của mình, Dircinha Batista đã thu âm hơn 300 ca khúc, trong số đó có nhiều ca khúc nổi tiếng, đặc biệt là các bài hát cho lễ hội carnival. Bà cũng từng tham gia trong hơn 20 phim điện ảnh Brasil. Dircinha bắt đầu đi diễn từ năm sáu tuổi.
Năm 13 tuổi, Dircinha tham gia phim Hello, Hello Brazil! của đạo diễn Wallace Downey. Một năm sau, bà tiếp tục góp mặt trongHello, Hello, Carnival! của Adhemar Gonzaga. Bà được nhiều khán giả biết đến hơn sau khi phát thanh viên Francisco Alves giới thiệu bà trên sống radio là "cô gái có giọng nói của một chú chim". Năm 1948, bà được bình chọn là "Nữ hoàng của radio".
Vào khoảng những năm 60 của thế kỷ XX, khi đang ở thời kỳ đỉnh cao sự nghiệp, Dircinha phải đối mặt với căn bệnh trầm cảm. Bà từng phải nhập viện điều trị sức khỏe.
Batista qua đời trong bệnh viện São Lucas vào ngày 18 tháng 4 năm 1999 vì đau tim, hưởng thọ 77 tuổi. Bà được an táng tại nghĩa trang São João Batista.